# مها البلوشي (لاعبة كرة قدم)
مها البلوشي Maha Al Blooshi- لاعبة كرة قدم نادي العين والمنتخب الإماراتي لكرة القدم للسيدات، تلعب في مركز"حارس مرمى".

## السيرة الذاتية والإنجازات الرياضية
مها البلوشي، مواليد مايو 2004م، وهي حارس مرمي المنتخب الإماراتي لكرة القدم للسيدات، بدات مسيرتها الرياضية في نادي ابوظبي الرياضي، وانتقلت لنادي العين، وهي تلعب حالياً لنادي وولفهاوندرز ، تم استدعاؤها للمنتخب وهي في سن (19) عام، رقم الفانلة الخاصة بها في المنتخب (22) شاركت مع المنتخب الوطني في العديد من المباريات الودية والبطولات الرسمية بما في ذلك مباريات غرب آسيا، ووديات ضد سوريا وجزر المالديف وسيشل والهند والبحرين والعراق والعديد من الدول الاخري. فازت مع المنتخب الإماراتي بالميدالية الذهبية في دورة الألعاب العالمية بأبوظبي 2019م، وبالميدالية الفضية في الأولمبيلد الخاص في كاس العالم في ديترويت، وعلى المستوي الفردي حصلت علي المركز الأول ولقب أفضل حارس مرمى ببطولة العين موسمي 2020م،2022م. وتري البلوشي ان الرياضية حورية الظهري هي مصدر الهامها ومن اكبر الداعمين لها في مجال كرة القدم للسيدات  كما حصلت مها البلوشي علي افضل حارس مرمي في بطولة دوري الدرجة الأولي لكرة القدم للسيدات ضمن فريق وولفهاوندرز.